# جامعة نيسابور
{{صندوق معلومات جامعة |الاسم                 =جامعة نيسابور
|صورة                 =دانشگاه نیشابور لوگو.png
|صورة الشعار          =
|الشعار               = 
|النوع                =الجامعات والمنظمات الحكومية في إيران 
|الرئيس               =
|التأسيس              =1998- إرتقاء 2010
|المكان               =نيسابور
|تكاليف الدراسة       =
|التوجهات الدراسية    =
|الكليات              =
|المعاهد              =
|الشُعب                =
|الطلاب                =|طلاب الدراسات العليا  = 1276 |تاريخ إحصاء الطلاب    = |المقاعد الطلابية      = |تاريخ إحصاء المقاعد  = |نسبة الرعاية         = |الخريجين             = |نسبة الإناث           = |العاملين             = |أساتذة               = |عمال علميين          = |الشارع               = |الرمز البريدي_المدينة= |رقم الهاتف           = |رقم الفاكس           = |الموقع على الإنترنت   =الموقع الرسمي

جامعة نيسابور هي أحدي جامعات علمية جديدة في نيسابور التی أسست في عام 2010.